# Pałac Tyzenhauzów w Wilnie
Pałac Tyzenhauzów (Wittinghofów) w Wilnie – jeden z zabytków architektonicznych, zlokalizowany w centrum Starego Miasta w Wilnie w rogu ulic Niemieckiej i Trockiej (lit. Vokiečių g. 28 / Trakų g. 17).

## Historia
Stojący tu dawniej gotycki budynek (1597) należał do Olbrachta Gasztołda. W 1690 roku należał do miecznika wielkiego litewskiego Jerzego Tyzenhauza. Około 1765 roku parcelę kupił podskarbi litewski Antoni Tyzenhauz i w latach 70. XVII w. zbudował klasycystyczny pałac. Autorem projektu był prawdopodobnie Giuseppe de Sacco. W 1787 roku pałac przejęli książęta Wittinghoff i na ich polecenie przebudował go w stylu klasycystycznym w 1790 roku Marcin Knackfus. Pałacowa Sala Srebrna była centrum życia intelektualnego i towarzyskiego Wilna początku XIX w. Ucierpiał w czasie II wojny światowej, najpierw podczas niemieckiego bombardowania we wrześniu 1939 roku, później podczas operacji Ostra Brama w 1944 roku. Został odbudowany w 1945 roku. Wiernie zrekonstruowano go w 1957 roku pod kierunkiem Algimantasa Umbrasasa.  

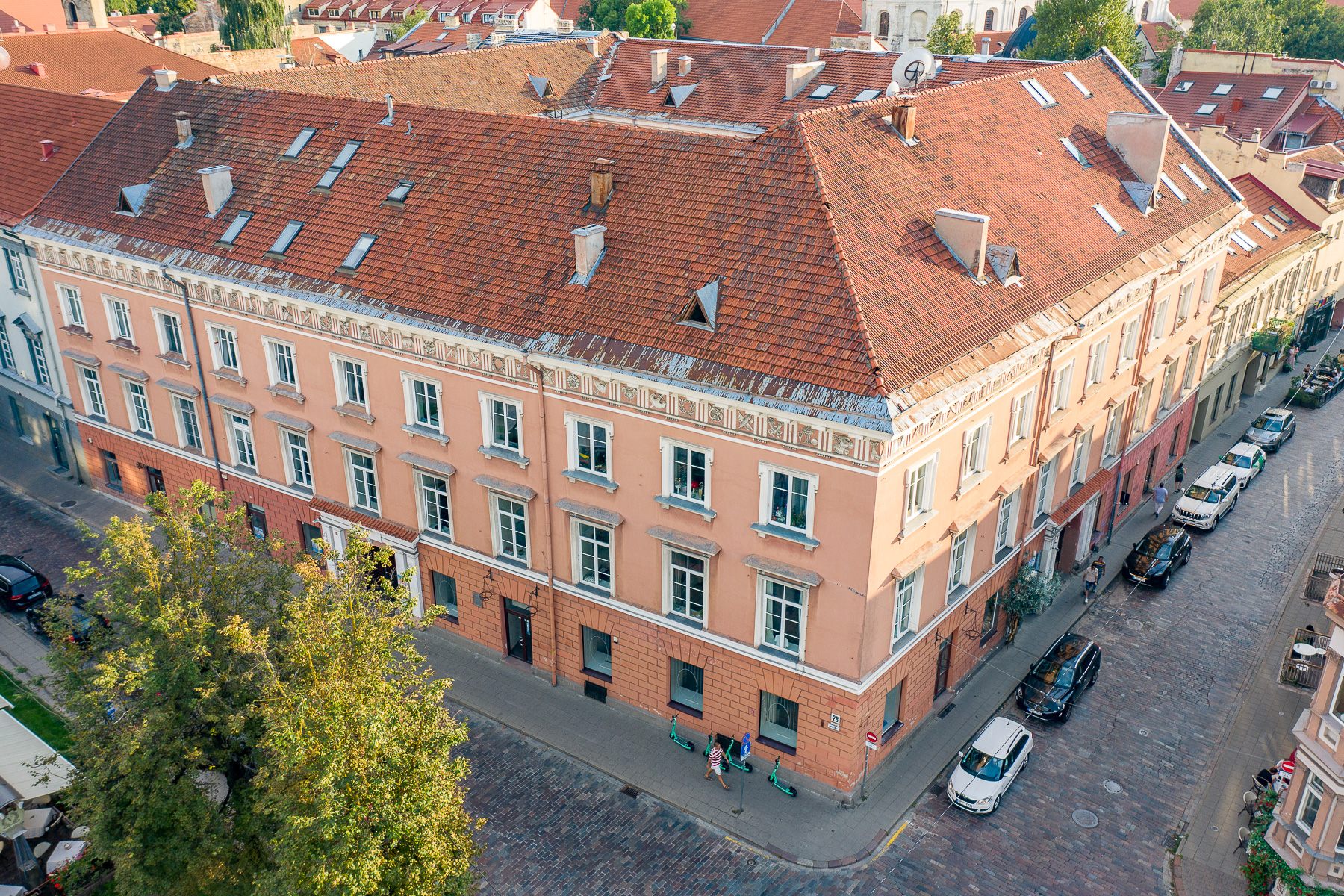
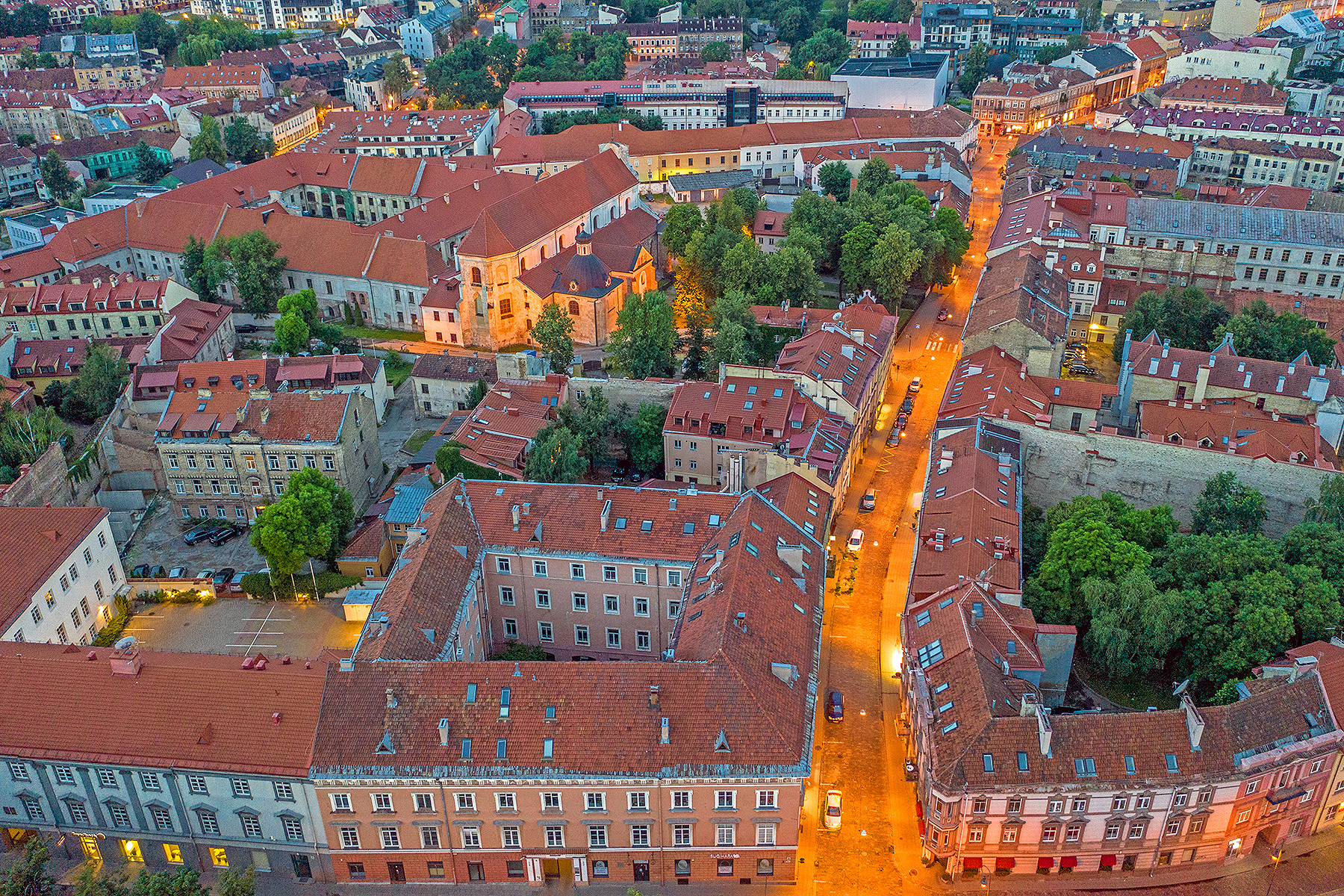